# بابی ویت
بابی ویت (انگلیسی: Bobby Witt؛ زادهٔ ۱۱ مهٔ ۱۹۶۴) بازیکن بیس‌بال اهل ایالات متحده آمریکا است.
از باشگاه‌هایی که در آن بازی کرده‌است می‌توان به سنت لوئیس کاردینالز و تگزاس رنجرز اشاره کرد.
وی در مسابقات کشوری و بین‌المللی در مجموع برندهٔ ۱ مدال نقره شده‌است.